# Raismes
Raismes è un comune francese di 13 108 abitanti situato nel dipartimento del Nord nella regione dell'Alta Francia. Vi ebbe sede la Società Franco-Belga, industria che costruiva locomotive a vapore.

## Società

### Evoluzione demografica
Abitanti censiti